# My head shot
My head shot（マイヘッドショット）は、日本のスリーピースロックバンド。

## 概要
- 2019年「Bad works」として結成、後に「My head shot」と改名し2020年よりライブ活動等を開始。
- バンド名は、メンバー共通の好きなバンド「ニルヴァーナ」が由来。
- 2021年2月14日、1st EP「DOWN DOWN DOWN」をリリース。
- ドラム担当のNoboru Ohtsuは青春パンクロックバンド「Peace Symbols」のベーシストと兼任活動の他にも、ソロギタリストとしてイベント「Guitarist Never Die!!!」のキュレーターとしても活動中。

## メンバー
- Keito Watanabe：ボーカル、ギター
- Jyunpei Kawabuchi：ベース、コーラス
- Noboru Ohtsu：ドラムス、コーラス